# Лобудзиці (Белхатовський повіт)
Лобудзиці (пол. Łobudzice) — село в Польщі, у гміні Зелюв Белхатовського повіту Лодзинського воєводства.
Населення — 559 осіб (2011).
У 1975-1998 роках село належало до Пйотрковського воєводства.

## Демографія
Демографічна структура станом на 31 березня 2011 року:
|          | Загалом | Допрацездатний вік | Працездатний вік | Постпрацездатний вік |
| -------- | ------- | ------------------ | ---------------- | -------------------- |
| Чоловіки | 276     | 67                 | 182              | 27                   |
| Жінки    | 283     | 60                 | 177              | 46                   |
| Разом    | 559     | 127                | 359              | 73                   |